# Eritrea en los Juegos Olímpicos de Londres 2012
Eritrea estuvo representada en los Juegos Olímpicos de Londres 2012 por doce deportistas, once hombres y una mujer, que compitieron en dos deportes.
El portador de la bandera en la ceremonia de apertura fue el atleta Weynay Ghebresilasie. El equipo olímpico eritreo no obtuvo ninguna medalla en estos Juegos.